# Kayna
Kayna is een plaats en voormalige gemeente in de Duitse deelstaat Saksen-Anhalt, en maakt deel uit van de Landkreis Burgenlandkreis.

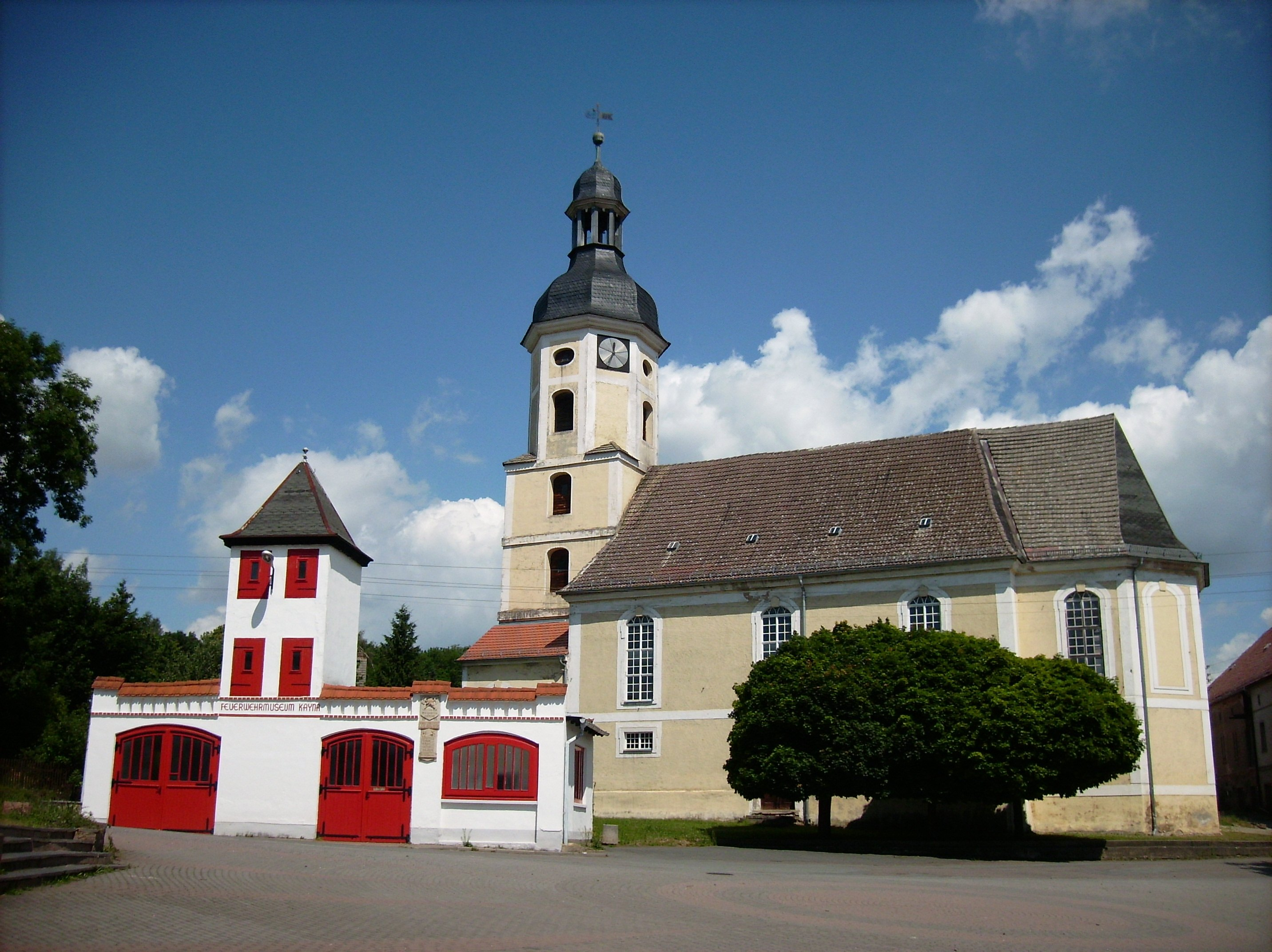
Kerk van Kayna

Kayna telt 1.600 inwoners.